# 綿抜邦彦
綿抜 邦彦（綿秡 邦彦、わたぬき くにひこ、1932年（昭和7年）4月5日 - 2018年（平成30年）1月25日）は、昭和から平成時代の地球化学者、分析化学者。温泉の分析化学的研究で知られる。東京大学名誉教授、立正大学名誉教授。

## 経歴・人物
東京都生まれ。東京学芸大学教育学部卒業。東京大学大学院理学系研究科修士課程修了。東京大学理学部南研究室助手、同大教養学部化学教室助手、同助教授を経て、1990年（平成2年）同教授となる。東京大学退官後の1993年（平成5年）より立正大学経済学部教授、のち名誉教授となった。
日本地球化学会、日本温泉科学会、日本分析化学会などの学会に所属し、日本温泉科学会では1998年（平成10年）から翌年に掛けて会長を務めた。